# Битва Германа
«Битва Германа» или «Битва Германна» (нем. Die Hermannsschlacht) — пьеса в пяти действиях немецкого писателя Генриха фон Клейста, написанная в 1808 году и впервые опубликованная в 1821 году, после смерти автора.

## Сюжет
Действие пьесы происходит в 9 году, когда германцы во главе с Арминием (Германом) разгромили римскую армию в Тевтобургском лесу и заставили Рим отказаться от планов завоевания Германии. В изображении Клейста Герман мечтает о единстве и свободе для всех германских племён.

## Создание и восприятие
Клейст написал «Битву Германа» в 1808 году, всоре после поражения Пруссии в войне с Францией. Эта пьеса показывает первый всплеск национализма в немецкой литературе, связанный с этим разгромом и распадом Священной Римской империи Германской нации. Клейст проводит прямые параллели между событиями I века и современной ему эпохой. Он не идеализирует германцев, показывая их жестокими варварами, но при этом готов воспевать их жестокость как проявление мощи и непосредственности.
Пьеса была опубликована в 1821 году, через 10 лет после смерти автора, и впервые поставлена на сцене в 1839 году. «Битва Германа» была особенно востребована в немецком натуралистическом театре на рубеже XIX и XX веков.